# Parma Associazione Calcio 1974-1975
Questa voce raccoglie le informazioni riguardanti il Parma Associazione Calcio nelle competizioni ufficiali della stagione 1974-1975.

## Stagione

Fabio Bonci, capocannoniere del torneo cadetto con 14 reti, tuttavia insufficienti alla salvezza parmigiana.

Nella stagione 1974-1975 il Parma disputa il campionato cadetto, ottiene 33 punti con una penalizzazione di 3 punti, di fatto ne ha 30 e si piazza all'ultimo posto, retrocedendo in Serie C con l'Arezzo a 33 punti e l'Alessandria con 34 punti che ha perso lo spareggio salvezza con la Reggiana. Sono saliti in Serie A il Perugia con 49 punti, il Como con 46 punti ed il Verona con 45 punti.
Uscito dalla Coppa Italia in seguito al terzo posto ottenuto nel primo girone eliminatorio, nelle prime fasi del campionato il Parma si portò nelle posizioni a ridosso della zona promozione malgrado alcune difficoltà di ambientamento dei giocatori acquistati durante la sessione estiva di calciomercato.
Assestatasi fra le posizioni di media classifica, in dicembre la squadra fu scossa da un ricorso presentato dal Verona in merito ad un presunto tentativo di combine per l'incontro che si è giocato il 1º dicembre 1974 Verona-Parma (1-0): in seguito all'indagine che ne seguì l'allenatore Sereni, impegnato a difendersi malgrado la presenza di prove che ne attestavano la colpevolezza, perse gradualmente il controllo della squadra che a metà maggio si ritrovò in zona retrocessione. Fu a quel punto che la dirigenza decise di esonerare il tecnico, che è stato sostituito da Renato Gei: nonostante i tentativi di portare la squadra fuori dalla fascia bassa della classifica, a tre gare dal termine giunse la sentenza del Giudice Sportivo, che ha sancito tre punti di penalizzazione al Parma.
Precipitati all'ultimo posto, negli ultimi tre turni i ducali hanno ottenuto due pareggi e una sconfitta che, oltre a decretare la retrocessione della squadra, scoraggiarono la dirigenza nel presentare eventuali ricorsi per annullare una penalizzazione che sarebbe risultata ininfluente ai fini della classifica, e quindi della salvezza.

## Organigramma societario
Area direttiva
- Presidente: Arnaldo Musini
- Segretario: Cecchino Schiavi

Area tecnica
- Direttore sportivo: Luigi Del Grosso
- Allenatore: Giorgio Sereni, da maggio Renato Gei

## Rosa
| N. |                   | Ruolo | Calciatore          |
| -- | ----------------- | ----- | ------------------- |
|    | Italia (bandiera) | P     | Luciano Bertoni     |
|    | Italia (bandiera) | P     | Mirco Benevelli     |
|    | Italia (bandiera) | D     | Stefano Andreoli    |
|    | Italia (bandiera) | D     | Giuliano Andreuzza  |
|    | Italia (bandiera) | D     | Michele Benedetto   |
|    | Italia (bandiera) | D     | Stefano Calcagni    |
|    | Italia (bandiera) | D     | Franco Ferrari      |
|    | Italia (bandiera) | D     | Giuliano Andreuzza  |
|    | Italia (bandiera) | D     | Mariano Fabris      |
|    | Italia (bandiera) | D     | Alberto Mantovani   |
|    | Italia (bandiera) | C     | Michele Barone      |
|    | Italia (bandiera) | C     | Giovanni Colonnelli |

| N. |                   | Ruolo | Calciatore          |
| -- | ----------------- | ----- | ------------------- |
|    | Italia (bandiera) | C     | Fausto Daolio       |
|    | Italia (bandiera) | C     | Damiano Morra       |
|    | Italia (bandiera) | C     | Giorgio Redeghieri  |
|    | Italia (bandiera) | C     | Giulio Sega         |
|    | Italia (bandiera) | C     | Carlo Volpi         |
|    | Italia (bandiera) | A     | Alessio Badari      |
|    | Italia (bandiera) | A     | Mauro Beccaria      |
|    | Italia (bandiera) | A     | Fabio Bonci         |
|    | Italia (bandiera) | A     | Alberto Carelli     |
|    | Italia (bandiera) | A     | Giuseppe Corbellini |
|    | Italia (bandiera) | A     | Giuseppe Neumair    |

## Risultati

### Serie B

#### Girone di andata
| Arbitro: | Mascali (Desenzano del Garda) |

|                  |           |                  |
| Bonci 30’ (rig.) | Marcatori | 36’ (aut.) Volpi |

| Arbitro: | Barboni (Firenze) |

|                       |           |           |
| Simonato 82’ Trevisan | Marcatori | 56’ Bonci |

| Arbitro: | S. Marino (Taranto) |

|                         |           |  |
| Andreuzza 29’ Bonci 76’ | Marcatori |  |

| Arbitro: | Turiano (Reggio Calabria) |

|              |           |                       |
| Di Prete 26’ | Marcatori | 2’ Bonci 89’ Beccaria |

| Arbitro: | Artico (Padova) |

|            |           |            |
| Daolio 82’ | Marcatori | 81’ Serato |

| Alessandria 3 novembre 1974 6ª giornata | Alessandria    | 0 – 0 | Parma | Stadio Giuseppe Moccagatta\| Arbitro: \| Frasso (Capua) \| |
| Arbitro:                                | Frasso (Capua) |       |       |                                                            |

| Arbitro: | Picasso (Chiavari) |

|                     |           |  |
| Bonci 43’ Morra 87’ | Marcatori |  |

| Arbitro: | Schena (Foggia) |

|             |           |  |
| Barbana 89’ | Marcatori |  |

| Parma 24 novembre 1974 9ª giornata | Parma         | 0 – 0 | Foggia | Stadio Ennio Tardini\| Arbitro: \| Lops (Torino) \| |
| Arbitro:                           | Lops (Torino) |       |        |                                                     |

| Arbitro: | Trono (Torino) |

|             |           |  |
| Busatta 59’ | Marcatori |  |

| Arbitro: | Benedetti (Roma) |

|                     |           |             |
| Raffaeli 34’ (rig.) | Marcatori | 57’ Vannini |

| Arbitro: | Levrero (Genova) |

|                            |           |  |
| Scanziani 15’ Tardelli 88’ | Marcatori |  |

| Arbitro: | Mascali (Desenzano del Garda) |

|                              |           |                    |
| Bonci 3’ (rig.) Beccaria 58’ | Marcatori | 81’ (rig.) Bittolo |

| Arbitro: | Schena (Foggia) |

|                                                |           |             |
| Vernacchia 27’ (rig.) Rizzati 29’ A. Scala 69’ | Marcatori | 87’ Carelli |

| Parma 12 gennaio 1975 15ª giornata | Parma            | 0 – 0 | Catanzaro | Stadio Ennio Tardini\| Arbitro: \| Lenardon (Siena) \| |
| Arbitro:                           | Lenardon (Siena) |       |           |                                                        |

| Arbitro: | Casarin (Milano) |

|                                   |           |  |
| Jacomuzzi 25’ Listanti 75’ (rig.) | Marcatori |  |

| Arbitro: | Gialluisi (Barletta) |

|           |           |                 |
| Morra 43’ | Marcatori | 55’ Francesconi |

| Arbitro: | Romanetti (Messina) |

|                                             |           |                |
| Albanese 32’ Ferrari 62’ Improta 80’ (rig.) | Marcatori | 72’ Corbellini |

| Arbitro: | Lops (Torino) |

|                        |           |  |
| Corbellini 5’ Sega 39’ | Marcatori |  |

#### Girone di ritorno
| Novara 16 febbraio 1975 20ª giornata | Novara                      | 0 – 0 | Parma | Stadio Comunale\| Arbitro: \| Moretto (San Donà di Piave) \| |
| Arbitro:                             | Moretto (San Donà di Piave) |       |       |                                                              |

| Arbitro: | Frasso (Capua) |

|                     |           |  |
| Volpi 52’ Bonci 60’ | Marcatori |  |

| Arbitro: | Barboni (Firenze) |

|             |           |  |
| Pezzato 45’ | Marcatori |  |

| Arbitro: | Milan (Treviso) |

|           |           |  |
| Bonci 51’ | Marcatori |  |

| Arbitro: | S. Marino (Taranto) |

|            |           |          |
| Serato 27’ | Marcatori | 17’ Sega |

| Parma 23 marzo 1975 25ª giornata | Parma                | 0 – 0 | Alessandria | Stadio Ennio Tardini\| Arbitro: \| Busalacchi (Palermo) \| |
| Arbitro:                         | Busalacchi (Palermo) |       |             |                                                            |

| Arbitro: | Panzino (Catanzaro) |

|                                    |           |           |
| Chiarenza 80’ Boccolini 90’ (rig.) | Marcatori | 55’ Bonci |

| Arbitro: | V. Lattanzi (Roma) |

|                             |           |             |
| Braida 31’ Bonci 66’ (rig.) | Marcatori | 20’ Ferrari |

| Arbitro: | Pieri (Genova) |

|                               |           |  |
| Bresciani 33’, 45’ Pavone 46’ | Marcatori |  |

| Arbitro: | Lazzaroni (Milano) |

|  |           |          |
|  | Marcatori | 80’ Vriz |

| Perugia 27 aprile 1975 30ª giornata | Perugia                       | 0 – 0 | Parma | Stadio Santa Giuliana\| Arbitro: \| Mascali (Desenzano del Garda) \| |
| Arbitro:                            | Mascali (Desenzano del Garda) |       |       |                                                                      |

| Arbitro: | Benedetti (Roma) |

|                |           |                |
| Corbellini 55’ | Marcatori | 74’ Cappellini |

| Arbitro: | Chiapponi (Livorno) |

|                 |           |  |
| Bergamaschi 45’ | Marcatori |  |

| Arbitro: | Trono (Torino) |

|                  |           |                            |
| Bonci 69’ (rig.) | Marcatori | 43’ (rig.), 87’ Vernacchia |

| Arbitro: | Celli (Trieste) |

|                   |           |                  |
| Spelta 42’ (rig.) | Marcatori | 44’ (rig.) Bonci |

| Arbitro: | Levrero (Genova) |

|                    |           |              |
| Volpi 7’ Bonci 70’ | Marcatori | 68’ Listanti |

| Arbitro: | Casarin (Milano) |

|                 |           |  |
| Passalacqua 27’ | Marcatori |  |

| Parma 15 giugno 1975 37ª giornata | Parma           | 0 – 0 | Avellino | Stadio Ennio Tardini\| Arbitro: \| Serafino (Roma) \| |
| Arbitro:                          | Serafino (Roma) |       |          |                                                       |

| Arbitro: | Falasca (Chieti) |

|              |           |           |
| Sabatini 17’ | Marcatori | 33’ Bonci |

### Coppa Italia

#### Primo turno
| Arbitro: | Terpin (Trieste) |

|              |           |                                      |
| Bertuzzo 43’ | Marcatori | 70’ Daolio 78’ Barone 83’ Corbellini |

| Parma 1º settembre 1974 2ª giornata | Parma           | 0 – 0 | Cesena | Stadio Ennio Tardini\| Arbitro: \| Schena (Foggia) \| |
| Arbitro:                            | Schena (Foggia) |       |        |                                                       |

| 8 settembre 1974 3ª giornata |  | – Turno di riposo PARMA |  |  |

| Arbitro: | Levrero (Genova) |

|                                                   |           |              |
| Bigon 53’ Benetti 62’ E. Calloni 71’ Chiarugi 85’ | Marcatori | 55’ Beccaria |

| Parma 22 settembre 1974 5ª giornata | Parma                  | 0 – 0 | Perugia | Stadio Ennio Tardini\| Arbitro: \| R. Lo Bello (Siracusa) \| |
| Arbitro:                            | R. Lo Bello (Siracusa) |       |         |                                                              |

## Statistiche

### Statistiche di squadra
| Competizione | Punti | In casa | In casa | In casa | In casa | In casa | In casa | In trasferta | In trasferta | In trasferta | In trasferta | In trasferta | In trasferta | Totale | Totale | Totale | Totale | Totale | Totale | DR |
| Competizione | Punti | G       | V       | N       | P       | Gf      | Gs      | G            | V            | N            | P            | Gf           | Gs           | G      | V      | N      | P      | Gf     | Gs     | DR |
| ------------ | ----- | ------- | ------- | ------- | ------- | ------- | ------- | ------------ | ------------ | ------------ | ------------ | ------------ | ------------ | ------ | ------ | ------ | ------ | ------ | ------ | -- |
| Serie B      | 33    | 19      | 8       | 9       | 2       | 21      | 11      | 19           | 1            | 6            | 12           | 9            | 26           | 38     | 9      | 15     | 14     | 30     | 37     | -7 |
| Coppa Italia | 4     | 2       | 0       | 2       | 0       | 0       | 0       | 2            | 1            | 0            | 1            | 4            | 5            | 4      | 1      | 2      | 1      | 4      | 5      | -1 |
| Totale       |       | 21      | 8       | 11      | 2       | 21      | 11      | 21           | 2            | 6            | 13           | 13           | 31           | 42     | 10     | 17     | 15     | 34     | 42     | -8 |

### Statistiche dei giocatori
| Giocatore     | Serie B  | Serie B | Serie B     | Serie B    | Coppa Italia | Coppa Italia | Coppa Italia | Coppa Italia | Totale   | Totale | Totale      | Totale     |
| Giocatore     | Presenze | Reti    | Ammonizioni | Espulsioni | Presenze     | Reti         | Ammonizioni  | Espulsioni   | Presenze | Reti   | Ammonizioni | Espulsioni |
| ------------- | -------- | ------- | ----------- | ---------- | ------------ | ------------ | ------------ | ------------ | -------- | ------ | ----------- | ---------- |
| S. Andreoli   | 9        | 0       | ?           | ?          | ?            | ?            | ?            | ?            | 9+       | 0+     | ?           | ?          |
| G. Andreuzza  | 37       | 1       | ?           | ?          | ?            | ?            | ?            | ?            | 37+      | 1+     | ?           | ?          |
| A. Badari     | 8        | 0       | ?           | ?          | ?            | ?            | ?            | ?            | 8+       | 0+     | ?           | ?          |
| M. Barone     | 13       | 0       | ?           | ?          | ?            | ?            | ?            | ?            | 13+      | 0+     | ?           | ?          |
| M. Beccaria   | 12       | 2       | ?           | ?          | ?            | ?            | ?            | ?            | 12+      | 2+     | ?           | ?          |
| M. Benedetto  | 35       | 0       | ?           | ?          | ?            | ?            | ?            | ?            | 35+      | 0+     | ?           | ?          |
| M. Benevelli  | 1        | 0       | ?           | ?          | ?            | ?            | ?            | ?            | 1+       | 0+     | ?           | ?          |
| L. Bertoni    | 38       | -37     | ?           | ?          | ?            | ?            | ?            | ?            | 38+      | -37+   | ?           | ?          |
| F. Bonci      | 36       | 14      | ?           | ?          | ?            | ?            | ?            | ?            | 36+      | 14+    | ?           | ?          |
| S. Calcagni   | 3        | 0       | ?           | ?          | ?            | ?            | ?            | ?            | 3+       | 0+     | ?           | ?          |
| A. Carelli    | 11       | 1       | ?           | ?          | ?            | ?            | ?            | ?            | 11+      | 1+     | ?           | ?          |
| G. Colonnelli | 29       | 0       | ?           | ?          | ?            | ?            | ?            | ?            | 29+      | 0+     | ?           | ?          |
| G. Corbellini | 36       | 3       | ?           | ?          | ?            | ?            | ?            | ?            | 36+      | 3+     | ?           | ?          |
| F. Daolio     | 36       | 1       | ?           | ?          | ?            | ?            | ?            | ?            | 36+      | 1+     | ?           | ?          |
| M. Fabris     | 8        | 0       | ?           | ?          | ?            | ?            | ?            | ?            | 8+       | 0+     | ?           | ?          |
| F. Ferrari    | 30       | 1       | ?           | ?          | ?            | ?            | ?            | ?            | 30+      | 1+     | ?           | ?          |
| A. Mantovani  | 37       | 0       | ?           | ?          | ?            | ?            | ?            | ?            | 37+      | 0+     | ?           | ?          |
| D. Morra      | 34       | 2       | ?           | ?          | ?            | ?            | ?            | ?            | 34+      | 2+     | ?           | ?          |
| G. Neumair    | 6        | 0       | ?           | ?          | ?            | ?            | ?            | ?            | 6+       | 0+     | ?           | ?          |
| G. Redeghieri | 1        | 0       | ?           | ?          | ?            | ?            | ?            | ?            | 1+       | 0+     | ?           | ?          |
| G. Sega       | 11       | 2       | ?           | ?          | ?            | ?            | ?            | ?            | 11+      | 2+     | ?           | ?          |
| C. Volpi      | 21       | 2       | ?           | ?          | ?            | ?            | ?            | ?            | 21+      | 2+     | ?           | ?          |